# Sacra propediem

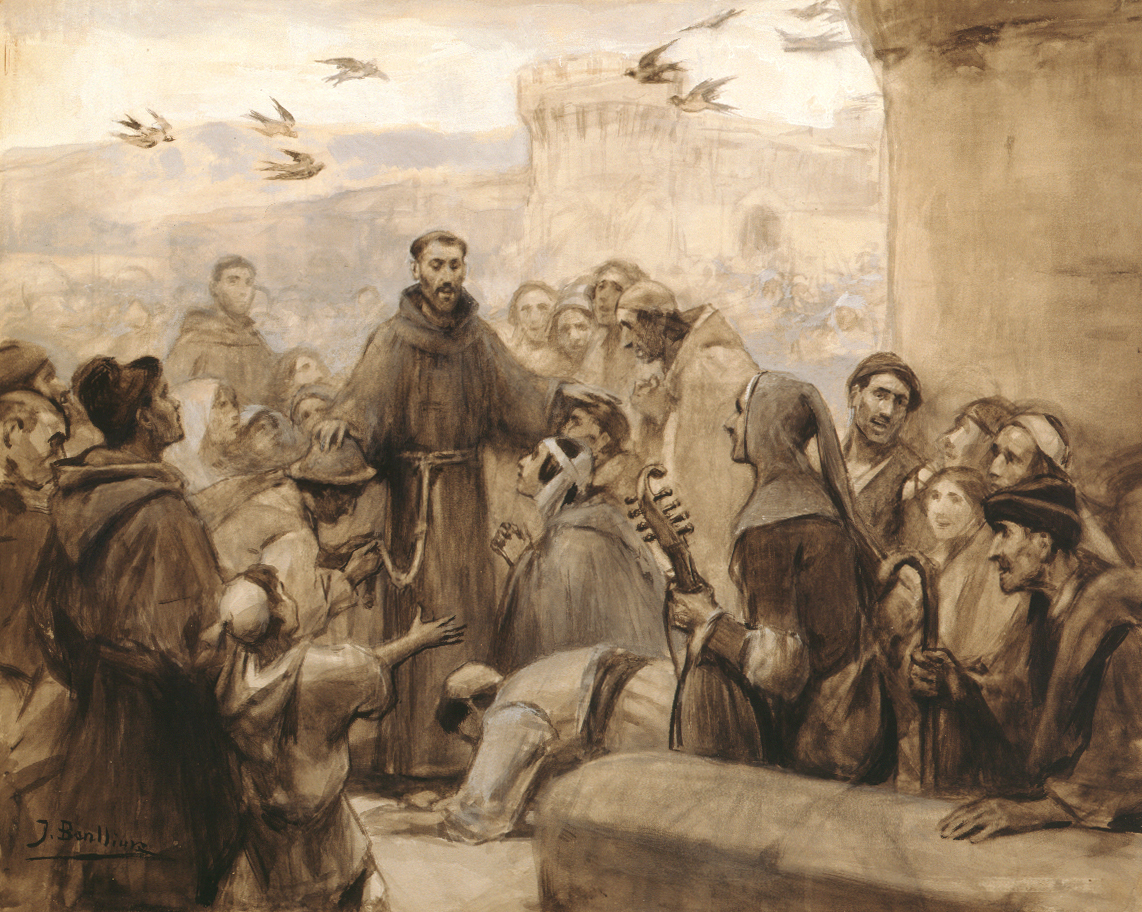
Fundación por San Francisco de la Orden Tercera. Obra de José Benlliure Gil

Sacra propediem (en español, Ante la proximidad de la solemne [celebración]) es la undécima encíclica del papa Benedicto XV, fechada el 6 de enero de 1921, con motivo del séptimo centenario de la fundación de la Tercera Orden Franciscana.

## San Francisco y la Tercera Orden Franciscana
Giovanni di Pietro Bernardone había nacido  en 1181 o 1182 en Asís, hijo de un rico comerciante, su tenor de vida cambio radicalmente a partir del año 1205, en que inició una vida de piedad y de obras de misericordia, con un desprendimiento absoluto de los bienes materiales. El 24 de febrero de 1208 recibió un revelación definitiva de su misión, a partir de ese momento reforzó la auteridad de su vida, y fueron agrupándose a su alrededor seguidores, con los que llegó a fundar una orden religiosa, obteniendo su aprobación por Inocencio III.
A partir de ese momento fueron abundantes las vocaciones a la Orden, y eran tantos los que querían seguir la espiritualidad de San Francisco, el Santo consideró que no todos los que querían seguirse podrían seguir la regla de la orden, y que muchos deberían mantenerse en su estado de vida, siguiendo esa misma espiritualidad, con modos adaptados a sus circunstancias personales y familiares. Hacia 1221, o algo antes, San Francisco escribió la llamada Carta a todos los fieles, en el que comunica el programa de vida que podrían vivir estas personas; ese mismo año el papa Honorio IV aprobó el Memorial del propósito de los hermanos y hermanas de penitencia que viven en sus propias casas. No fue hasta 1289 cuando esa sociedad de fieles. con la bula Supra Montem, de Nicolás IV, con fecha 18 de agosto; en ella se considera a San Francisco su fundador y se nombra como visitadores de la Orden a frailes Menores.

## Contenido
El papa inicia la encíclica exponiendo directamente el fin por el que escribe:

Sacra propediem celebrari sollemnia, cum septingenti erunt anni a Tertio Ordine Poenitentiae condito, peropportunum putamus ; eaque ut apud catholicum orbem Nos commendatione apostolicae auctoritatis ornemus, facit primum exploratis sima et sperata populi christiani utilitas, tum illud etiam quod Nostram privatim personam attingit.
Ante la próxima solemne celebración del séptimo centenario de la fundación de la Tercera Orden de Penitencia[a], Nos parece muy oportuno recomendarla con nuestra autoridad apostólica a todo el mundo católico; en primer lugar, por la certeza de que será de gran beneficio para el pueblo cristiano, pero también por algo que nos concierne personalmente.
Inicio de la encíclica Sacra propediem

Con motivo de la celebración litúrgica del VII centenario del nacimiento de San Francisco de Asís, que se celebró en 1882 en la basílica de Santa María in Ara Coeli de Roma, Benedicto XV, que en ese momento no hacía aún cuatro años que había recibido la ordenación sacerdotal, quiso recibir el hábito de los terciarios franciscanos.
Continúa la encíclica exponiendo con unos breves trazos la figura de San Francisco de Asís, su afán por difundir la gloria de Cristo en todas partes, su afán por renovar todas la realidades de acuerdo con los principios cristianos; esta solicitud tuvo su coronación en la fundación de la Tercera Orden, que se añadía así a las dos primeras órdenes -una de frailes y otra de monjas-. Sintiendo la necesidad de dar respuesta a todos los que acudían a él para seguirle, pensó en el modo de proporcionar también a los que permanecían en el mundo un modo de lograr la perfección cristiana. Explica después el papa el desarrollos institucional de esta Tercera Orden, en cuya formalización tanto le ayudó el cardenal Ugolino, futuro Gregorio IX, y se concretó más tarde mediante la regla de los Terceros, aprobada por Nilolás IV.
Pero aparte de estos detalles históricos lo que Benedicto XV desea es mostrar cómo el espíritu de esta institución puede proporcionar "en esta época tan contraria a la virtud y a la fe", como en los tiempos de San Francisco grandes ventajas para el pueblo cristiano. Sobre todo una vez que, tal como hizo León XIII, con su constitución Misericords Dei Filius, se han mitigado aquellos aspectos de su disciplina que resultaban poco adecuados para las circunstancias de las sociedad actual, pero se ha mantenido íntegramente su espíritu. Por todo esto, afirma el papa:

Consideramos que el espíritu de esta Tercera Orden, todo impregnado por la sabiduría evangélica, contribuirá en gran medida a la mejora de las costumbres públicas y privadas, siempre que vuelva a florecer, como cuando Francisco, con la palabra y el ejemplo, predicó en todas partes el reino de Dios.
Encíclica Sacra propediem, AAS vol X.III, p. 36.

En primer lugar la caridad fraterna que San Francisco quiso para los terciarios, la hace especialmente útil para la sociedad, en estos momentos en que los rescoldos de la Gran Guerra, se mantienen y se reflejan en la lucha de clases. Se trata de vivir la caridad de Cristo, quien dijo "Os doy mi paz: no os la doy como la da el mundo" (Jn 14, 27). Porque los terciarios -explica el papa- viviendo en el mundo, "pues ningún estado de vida es incompatible con la la santidad", son una incitación  para que los demás, no solo cumplan con sus deberes, sino para luchar por una perfección mayor que la que establece la ley ordinaria. Por lo tanto, continúa la encíclica

manteniéndose lo más lejos posible del espíritu del mundo, intentarán hacer que el espíritu de Jesucristo penetre en la vida común en cada oportunidad. En verdad, hay dos pasiones predominantes hoy en esta increíble perversidad de costumbres, el amor sin límites de la riqueza y una sed insaciable de placer. De ahí la vergüenza y el deshonor de nuestro siglo, que, mientras avanza continuamente en lo que pertenece a las comodidades y placeres de la vida, en lo que es más importante, es decir en lo que respecta al deber de vivir honestamente, parece querer volver a grandes pasos hacia la corrupción del paganismo
Encíclica Sacra propediem, AAS vol. XIII, p. 38

El papa se refiere a las dos principales muestras de esos errores: el apego a los bienes materiales y la deshonestidad en el vestir; en estos dos aspectos, el ejemplo de los terciarios será especialmente eficaz, y para ello deben fijarse en la vida de su Fundador, y en el modo en que siguió e imito a Jesucristo. Las próximas celebraciones del centenario de la fundación de la Orden Tercera, deber ser aprovechada para un florecimiento de estas asociaciones, con un aumento del número de sus socios, tarea en la que el papa cuenta con la ayuda que los Obispos pueden prestar.
Termina el papa la encíclica, concediendo tal como ha pedido los Ministros generales de las tres familias franciscanas, determinadas gracias que podrán obtenerse durante el año que se iniciará el siguiente 16 de abril: 1) En las iglesias donde esté erigida una Asociación de la Tercera Orden, se celebrará un triduo sagrado en el que los terciarios podrán obtener indulgencia plenaria cada uno de sos días, y una única indulgencia los demás fieles que participen en esta celebración; 2) los altares de esas mismas iglesias serán privilegiados y cada sacerdote podrá celebrar un misa votiva "pro re gravi et simul publica causa"; y 3. los sacerdotes asignados a esas iglesias podrán en esos días bendecir rosarios, medallas y objetos religiosos, aplicándole las indulgencias apostólicas.
Concluye el papa, como es habitual en las encíclicas, transmitiendo la bendición apostólica, a los obispos a los que se dirige la carta y a todos los miembros de la Tercera Orden.